# Маномен (округ Сент Луис, Минесота)
Маномен (енгл. Mahnomen, St. Louis County) насељено је место без административног статуса у америчкој савезној држави Минесота.

## Демографија
По попису из 2010. године број становника је 239.
| Група             | 2000.    | 2010.      |
| Белци             | 0 (0,0%) | 31 (13,0%) |
| Афроамериканци    | 0 (0,0%) | 0 (0,0%)   |
| Азијати           | 0 (0,0%) | 0 (0,0%)   |
| Хиспаноамериканци | 0 (0,0%) | 7 (2,9%)   |
| Укупно            | 0        | 239        |